# Acalypha filifera
Acalypha filifera é uma espécie de flor do gênero Acalypha, pertencente à família Euphorbiaceae.